# فريدريك آدامز
فريدريك آدامز (بالإنجليزية: Frederick Adams)‏ هو ملاكم من المملكة المتحدة، مثّل بلاده في الألعاب الأولمبية الصيفية 1920.

## روابط خارجية
فريدريك آدامز على موقع أوليمبيديا (الإنجليزية)
- فريدريك آدامز على موقع اللجنة الأولمبية البريطانية (الإنجليزية)